# San Amaro
San Amaro egy község Spanyolországban, Ourense tartományban. San Amaro Maside, Punxín, Cenlle, Leiro és O Carballiño községekkel határos. Lakosainak száma 1039 fő (2024).

## Turizmus, látnivalók
Részben a község területén találhatóak a San Cibrao de Las-i romok, amelyek egy, az időszámításunk előtti és utáni 2. század közötti időkben lakott erődített település kivételesen jó állapotban fennmaradt maradványai.

## Népesség
A település népessége az elmúlt években az alábbi módon változott:
| Lakosok száma | 1501 | 1371 | 1355 | 1289 | 1237 | 1180 | 1112 | 1089 | 1042 | 1039 |
|               | 2001 | 2004 | 2007 | 2009 | 2012 | 2014 | 2017 | 2019 | 2022 | 2024 |